# Kaimynai
Kaimynai (hist. pol. Kejmińce) – wieś na Litwie, w okręgu wileńskim, w rejonie szyrwinckim.
Według danych ze spisu powszechnego w 2011 roku we wsi mieszkało 15 osób.